# 무림학교
《무림학교》는 2016년 1월 11일부터 2016년 3월 8일까지 방영된 KBS 월화 드라마이다. 방송 사태로 인하여 기존 20부작에서 16부작으로 축소하였다.

## 줄거리
취업과 스펙 쌓기가 아닌 정직, 신의, 생존, 희생, 소통, 관계 등 사회에 나가 세상 속으로 맞설 수 있는 덕목을 배우는 무림캠퍼스에서 벌어지는 20대 청춘들의 이야기를 그린 작품.

## 등장 인물

### 주요 인물
- 이현우 : 윤시우 역 - 본명은 채준. 탑아이돌 그룹 뫼비우스 리더이자 래퍼, 채윤의 아들
- 서예지 : 심순덕 역 - 무림학교의 학생
- 홍빈 : 왕치앙 역 - 왕하오 회장의 사고뭉치 철부지 아들
- 정유진 : 황선아 역 - 본명은 채영. 황무송 총장의 딸 (양녀)이자 학교의 에이스, 채윤의 딸

### 무림학교 선생님들
- 신현준 : 황무송 역 - 무림학교의 총장이자 선아의 양아버지
- 장광 : 법공 역 - 참선 수업 담당 교수
- 정희태 : 김대호 역 - 요리와 보건수업 담당교수
- 간미연 : 유디 역 - 스포츠와 댄스 담당 교수
- 다니엘 린데만 : 다니엘 역 - 예절과 토론, 합기도를 가르치는 무림학교의 콜린 퍼스
- 샘 오취리 : 샘 역 - 무림학교의 경비, 사감교수

### 적풍회
- 신성우 : 채윤 역 - 무림학교와 대립하는 적풍회의 수장. 윤시우, 황선아의 친아버지
- 낸낸 : 루나 역 - 채윤의 곁을 그림자처럼 지키는 적풍회 비서, 태국인
- 정원중 : 적풍 / 박태성 역 - 천의주를 차지하고자 하는 악의 세력, 적풍회의 수장 (특별출연)

### 무림학교 학생들
- 알렉산더 : 엽정 역 - 선아와 함께 자타공인 무림학교의 에이스
- 한사명 : 최호 역 - 중딩 때부터 자타공인 전문 셔틀맨
- 박신우 : 고상만 역 - 무림학교의 노땅 학생
- 펍 : 나뎃 역 - 태국, 아이큐 160의 과학천재, 각종 기계와 첨단 테크놀로지에 관심이 많은 드론 매니아
- 지헤라 : 제니 오 역 - 무림학교의 힙합걸
- 샤넌 : 샤넌 역 - 영국에서 무림학교에 입학한 티 없이 해맑은 소녀
- 한도우 : 동구 역 - 특기 검도

### 심순덕의 주변 인물
- 이문식 : 심봉산 역 - 순덕의 아버지
- 홍지민 : 방덕어멈 역 - 순덕이네 옆집 사는 여자, 심봉산을 짝사랑

### 상해그룹
- 이범수 : 왕하오 역 - 치앙의 아버지, 중국 최대 기업인 상해그룹의 회장 (특별출연)
- 황인영 : 강백지 역 - 왕하오 회장의 후처, 치앙의 어머니
- 김신 : 장 비서 역

### 그 외 인물
- 김승욱 : 최대표 역 - 윤시우 소속사 사장
- 이창 : 정 PD 역
- 김진철
- 하경
- 고규필
- 천민희 : 세령 역
- 박노식
- 이원장
- 김희진

### 특별출연
- 김진수
- 최진호 : 시우를 캐스팅 하러온 소속사 대표 역
- 김늘메
- 김동완 : 강태오 역
- 길해연 : 계미숙 역

## 논란
1. 드라마 내용상 불을 때우려고 소지하고 있던 중국 지폐로 불 피우는 장면이 나왔는데 이것을 두고 중국 화폐를 땔감으로 사용했다는 이유로 중국인들이 비난을 했고 KBS 측에서 공식 사과를 했지만 돌아선 중국인들 마음을 잡지 못했다. 

2. KBS - 제작회사 갈등으로 인해 파행을 맞았다.

## 시청률
아래의 파란색 숫자는 '최저 시청률'이고, 빨간색 숫자는 '최고 시청률'입니다. 시청률조사회사와 지역별로 시청률에 차이가 있을 수 있습니다.
| 2016년      | 2016년      | 2016년         | 2016년       | 2016년         | 2016년       |
| 회차        | 방송일      | TNmS 시청률    | TNmS 시청률  | AGB 시청률     | AGB 시청률   |
| 회차        | 방송일      | 대한민국(전국) | 서울(수도권) | 대한민국(전국) | 서울(수도권) |
| ----------- | ----------- | -------------- | ------------ | -------------- | ------------ |
| 제1회       | 1월 11일    | 5.4%           | 5.5%         | 5.1%           | 5.2%         |
| 제2회       | 1월 12일    | 5.2%           | 5.3%         | 4.0%           | 4.1%         |
| 제3회       | 1월 18일    | 4.9%           | 5.0%         | 3.7%           | 3.8%         |
| 제4회       | 1월 19일    | 5.1%           | 5.2%         | 4.4%           | 4.5%         |
| 제5회       | 1월 25일    | 4.7%           | 4.9%         | 3.5%           | 3.7%         |
| 제6회       | 1월 26일    | 4.4%           | 4.7%         | 3.8%           | 4.2%         |
| 제7회       | 2월 1일     | 4.0%           | 4.4%         | 3.5%           | 3.9%         |
| 제8회       | 2월 2일     | 3.9%           | 4.0%         | 3.3%           | 3.4%         |
| 제9회       | 2월 15일    | 3.2%           | 3.6%         | 3.4%           | 3.8%         |
| 제10회      | 2월 16일    | 3.8%           | 3.9%         | 3.4%           | 3.6%         |
| 제11회      | 2월 22일    | 3.7%           | 3.8%         | 2.6%           | 2.7%         |
| 제12회      | 2월 23일    | 3.9%           | 4.0%         | 3.2%           | 3.3%         |
| 제13회      | 2월 29일    | 3.4%           | 3.7%         | 3.2%           | 3.5%         |
| 제14회      | 3월 1일     | 3.4%           | 3.6%         | 2.8%           | 3.1%         |
| 제15회      | 3월 7일     | 3.4%           | 3.5%         | 2.8%           | 3.0%         |
| 제16회      | 3월 8일     | 4.3%           | 4.8%         | 3.7%           | 4.2%         |
| 평균 시청률 | 평균 시청률 | 4.2%           | 4.4%         | 3.5%           | 3.8%         |

## 결방 및 편성 변경
- 2월 8일 설특선 영화 극비수사로 인해 결방
- 2월 9일 설특선 영화 스물로 인해 결방
- 본래 20부작으로 방영될 예정이었으나 16부작으로 조기 종영하였다.

## 동시간대 드라마
MBC 월화드라마
- 화려한 유혹 (2015년 10월 5일 ~ 2016년 3월 22일)

SBS 월화드라마
- 육룡이 나르샤 (2015년 10월 5일 ~ 2016년 3월 22일)